# Campeonato Mundial de Tiro com Arco
O Campeonato Mundial de Tiro com Arco é um evento organizado pela Federação Internacional de Tiro com Arco - FITA. A entidade vem realizado o evento desde 1931. Desde 1959, vem sendo realizado de dois em dois anos. Além de ser o evento máximo da modalidade esportiva, em sua edição no ano anterior aos Jogos Olímpicos, serve como classificatório para a disputa olímpica.

## Competições Realizadas
| Edição | Ano  | Cidade           | País           |
| ------ | ---- | ---------------- | -------------- |
| 1      | 1931 | Lwów             | Polónia        |
| 2      | 1932 | Varsóvia         | Polónia        |
| 3      | 1933 | Londres          | Reino Unido    |
| 4      | 1934 | Båstad           | Suécia         |
| 5      | 1935 | Bruxelas         | Bélgica        |
| 6      | 1936 | Praga            | Chéquia        |
| 7      | 1937 | Paris            | França         |
| 8      | 1938 | Londres          | Reino Unido    |
| 9      | 1939 | Oslo             | Noruega        |
| 10     | 1946 | Estocolmo        | Suécia         |
| 11     | 1947 | Praga            | Chéquia        |
| 12     | 1948 | Londres          | Reino Unido    |
| 13     | 1949 | Paris            | França         |
| 14     | 1950 | Copenhagen       | Dinamarca      |
| 15     | 1952 | Bruxelas         | Bélgica        |
| 16     | 1953 | Oslo             | Noruega        |
| 17     | 1955 | Helsinki         | Finlândia      |
| 18     | 1957 | Praga            | Chéquia        |
| 19     | 1958 | Bruxelas         | Bélgica        |
| 20     | 1959 | Estocolmo        | Suécia         |
| 21     | 1961 | Oslo             | Noruega        |
| 22     | 1963 | Helsinki         | Finlândia      |
| 23     | 1965 | Vasteras         | Suécia         |
| 24     | 1967 | Amersfort        | Países Baixos  |
| 25     | 1969 | Villyforge Park  | Estados Unidos |
| 26     | 1971 | York             | Reino Unido    |
| 27     | 1973 | Grenoble         | França         |
| 28     | 1975 | Interlaken       | Suíça          |
| 29     | 1977 | Canberra         | Austrália      |
| 30     | 1979 | Berlin           | Alemanha       |
| 31     | 1981 | Punta Alta       | Itália         |
| 32     | 1983 | Los Angeles      | Estados Unidos |
| 33     | 1985 | Seul             | Coreia do Sul  |
| 34     | 1987 | Adelaide         | Austrália      |
| 35     | 1989 | Lausanne         | Suíça          |
| 36     | 1991 | Cracóvia         | Polónia        |
| 37     | 1993 | Antalya          | Turquia        |
| 38     | 1995 | Jacarta          | Indonésia      |
| 39     | 1997 | Victoria         | Canadá         |
| 40     | 1999 | Riom             | França         |
| 41     | 2001 | Pequim           | China          |
| 42     | 2003 | Nova Iorque      | Estados Unidos |
| 43     | 2005 | Madrid           | Espanha        |
| 44     | 2007 | Leipzig          | Alemanha       |
| 45     | 2009 | Ulsan            | Coreia do Sul  |
| 46     | 2011 | Turim            | Itália         |
| 47     | 2013 | Antalya          | Turquia        |
| 48     | 2015 | Copenhaga        | Dinamarca      |
| 49     | 2017 | Cidade do México | México         |
| 50     | 2019 | 's-Hertogenbosch | Países Baixos  |
| 51     | 2021 | Yankton          | Estados Unidos |

## Quadros de Medalha (até 2007)

### Individual
| Ordem | País           | Medalha de ouro | Medalha de prata | Medalha de bronze | Total |
| ----- | -------------- | --------------- | ---------------- | ----------------- | ----- |
| 1     | Estados Unidos | 26              | 24               | 17                | 67    |
| 2     | Coreia do Sul  | 17              | 11               | 12                | 40    |
| 3     | Suécia         | 14              | 10               | 6                 | 30    |
| 4     | Polónia        | 8               | 9                | 6                 | 23    |
| 5     | Rússia         | 8               | 6                | 4                 | 18    |
| 6     | Reino Unido    | 6               | 9                | 10                | 25    |
| 7     | Itália         | 4               | 1                | 2                 | 7     |
| 8     | Finlândia      | 3               | 5                | 6                 | 14    |
| 9     | Chéquia        | 2               | 4                | 5                 | 11    |
| 10    | França         | 2               | 4                | 4                 | 10    |

### Equipes
| Ordem | País            | Medalha de ouro | Medalha de prata | Medalha de bronze | Total |
| ----- | --------------- | --------------- | ---------------- | ----------------- | ----- |
| 1     | Estados Unidos  | 28              | 8                | 8                 | 44    |
| 2     | Coreia do Sul   | 17              | 7                | 2                 | 26    |
| 3     | União Soviética | 7               | 4                | 2                 | 13    |
| 4     | França          | 5               | 5                | 6                 | 16    |
| 5     | Polónia         | 5               | 2                | 3                 | 10    |
| 6     | Suécia          | 4               | 11               | 13                | 28    |
| 7     | Reino Unido     | 4               | 8                | 13                | 25    |